# Xã Suttons Bay, Michigan
Xã Suttons Bay (tiếng Anh: Suttons Bay Township) là một xã thuộc quận Leelanau, tiểu bang Michigan, Hoa Kỳ. Năm 2010, dân số của xã này là 2.982 người.